# Radikal 4
Radikal 4 mit der Bedeutung „Schrägstrich“ ist eines von sechs der 214 traditionellen Radikale, die mit nur einem Strich geschrieben werden.
Mit 18 Zeichen in Mathews’ Chinese-English Dictionary kommt dieses Radikal nur in relativ wenigen Zeichenverbindungen vor. Im Kangxi-Wörterbuch sind 33 Schriftzeichen unter diesem Radikal zu finden. Die nach links abfallende Linie ist vom Kangxi-Wörterbuch unter die Radikale aufgenommen worden, und dieser Fehler wurde bis in die Gegenwart übernommen.
Es gibt auch die Varianten 乀 (U+4E40) und 乁 (U+4E41). 
Das Zeichen 丿 ist ähnlich dem Katakanazeichen ノ „no“,  während 乀 dem Bopomofozeichen 乀 „eï“ sehr, und dem Hiraganazeichen へ „he“ entfernt ähnlich sieht.
Das Zeichen 丿(彎 wān) gehört zu den acht Prinzipien des Zeichens 永 (永字八法 Yǒngzì Bāfǎ) und ist damit einer der acht Grundstriche, auf denen die chinesische Kalligrafie aufbaut. Von der Form ausgehend hat es folgende Spitznamen:
- Horn des Rhinozeros (xījiǎo 犀角)
- Krabbenzange (xiāzhuǎ 蟹爪)
- Abheben (tiāo 挑)
- Tigerzahn (hǔyá 虎牙)
- kurzer Schrägstrich (duǎnpiě 短撇)
- Vogelpicken (niǎozhuó 鳥啄)
- Welle (pō 波)
- Goldmesser (jīndāo 金刀)

## Schriftzeichenverbindungen, die vom Radikal 4 regiert werden
| Striche | Zeichen              |
| ------- | -------------------- |
| +0      | 丿 乀 乁             |
| +01     | 乂 乃 乄             |
| +02     | 久 乆 乇 么 义 乊 之 |
| +03     | 乌                   |
| +04     | 乍 乎 乏 乐          |
| +05     | 丢 乑 乒 乓 乔       |
| +06     | 乕                   |
| +07     | 乖                   |
| +08     | 乗                   |
| +09     | 乘                   |

 Im Unicodeblock Kangxi-Radikale ist das Radikal 4 unter der Codepointnummer 12.035 (U+2F03) codiert.